# 24 Oras
24 Oras är ett dagligt nyhetsprogram i den filippinska TV-kanalen GMA Network.  Det omfattar dagliga nyheter om politik, ekonomi, vetenskap, kultur, underhållning, samhälle, sport och väder.  Programmet sänds också på GMAs olika Super Radyo stationer i landet såsom DZBB-AM 594 i Metro Manila, har en direktsändning på Youtube, och en försenad sändning över GMAs utomlands kanal GMA Pinoy TV.  

## Historia
24 Oras började sändas 15 mars 2004 och det ersatte nyhetsprogrammet Frontpage: Ulat ni Mel Tiangco med Mel Tiangco och Mike Enriquez som originella nyhetsankare.  
Helgutgåvan lanserades 21 februari 2010 med Pia Archangel och Jiggy Manicad som nyhetsankare.
Vicky Morales gick med 24 Oras från programmet Saksi som den tredje nyhetsankaren.  GMAs olika regionala nyhetsprogram bytte också sina nämn till 24 Oras [regions namn] då.

## Nyhetsankare

### Vardagar
- Mel Tiangco (sedan 2004)
- Mike Enriquez (sedan 2004)
- Vicky Morales (sedan 2014)

### Helger
- Pia Archangel (sedan 2010)
- Ivan Mayrina (sedan 2018)

## Utmärkelser
New York Festivals
- 2009 Vinnare, Gold World Medal for Coverage of an Ongoing Story[1]
- 2009 Vinnare, Silver World Medal for Best Newscast[1]

US International Film and Video Festival
- 2013 Certificate for Creative Excellence, Newscast category (Sendong tragedy)[2]

Asian Television Awards
- 2005 Highly Commended, Best News Program (Camp Bagong Diwa Siege)

Telly Award
- 2011 Bronze Telly Award, News/News Feature Category (Super Typhoon Juan)[3]

Catholic Mass Media Awards (CMMA)
- 2011 Vinnare, Best News Program
- 2010 Special Citation for Best News Program (Ondoy and Maguindanao Massacre Coverage)
- 2007 Vinnare, Best News Program
- 2004 Vinnare, Best News Program

ENPRESS Golden Screen Awards for Television
- 2011 Winner, Outstanding News Program

PMPC Star Awards for Television
- 2016 Vinnare, Best News Program
- 2011 Vinnare, Best News Program
- 2007 Vinnare, Best Female Newscaster (Mel Tiangco)[4]
- 2006 Winner, Best News Program

USTv Student Choice Awards
- 2012 Vinnare, Best Local News and Current Affairs Program:
- 2011 Vinnare, Best Local News and Public Affairs Program
- 2009 Vinnare, Best News Program

Gandingan: UPLB Isko't Iska's Broadcast Choice Awards
- 2013 Vinnare, Jiggy Manicad: Best Field Reporter

Gawad Tanglaw
- 2012 Vinnare, Best News Program
- 2011 Vinnare, Best News Program (tied up with TV Patrol)
- 2009 Vinnare, Best News Program

Guillermo Mendoza Memorial Foundation Awards
- 2011 Vinnare, Most Popular News Program[5]
- 2012 Vinnare, Most Popular TV Program News & Public Affairs[6]
- 2013 Vinnare, Most Popular TV Program News & Public Affairs[7]

Northwest Samar State University Annual Awards
- 2013 Vinnare, Best News and Public Affairs Program
- 2013 Vinnare, Mike Enriquez: Best News and Public Affairs Male Program Anchor
- 2013 Vinnare, Mel Tiangco: Best News and Public Affairs Female Program Anchor
- 2012 Vinnare, Best News and Public Affairs Program
- 2012 Vinnare, Mike Enriquez: Best News and Public Affairs Male Program Anchor

PMAP Makatao Awards for Media Excellence
- 2012 Vinnare, Best News Program
- 2012 Vinnare, Mel Tiangco: Best TV Female Newscaster

National Academy of Television Arts & Science (Emmy Awards)
- 2013 Vinnare, Best Documentary

George Foster Peabody Awards
- 2014 Vinnare, Best News Coverage for "Super Typhoon Yolanda"; tillsammans med State of the Nation, Saksi, 24 Oras Weekend, & Kapuso Mo, Jessica Soho